# Agrilus violaceoviridis
Agrilus violaceoviridis é uma espécie de inseto do género Agrilus, família Buprestidae, ordem Coleoptera.
Foi descrita cientificamente por Cobos, 1967.